# Het Schip
Het Schip (literalmente, «el barco») es un complejo de edificios situado en el barrio de Spaarndammerbuurt de Ámsterdam (Países Bajos). El conjunto, del estilo arquitectónico de la Escuela de Ámsterdam, fue diseñado por Michel de Klerk en 1919. Originalmente contenía 102 viviendas (actualmente 82) para la clase obrera, una pequeña sala de reuniones, una oficina postal y una escuela primaria. Desde 2001, la antigua escuela y la oficina postal albergan un museo sobre la Escuela de Ámsterdam.

## Contexto histórico

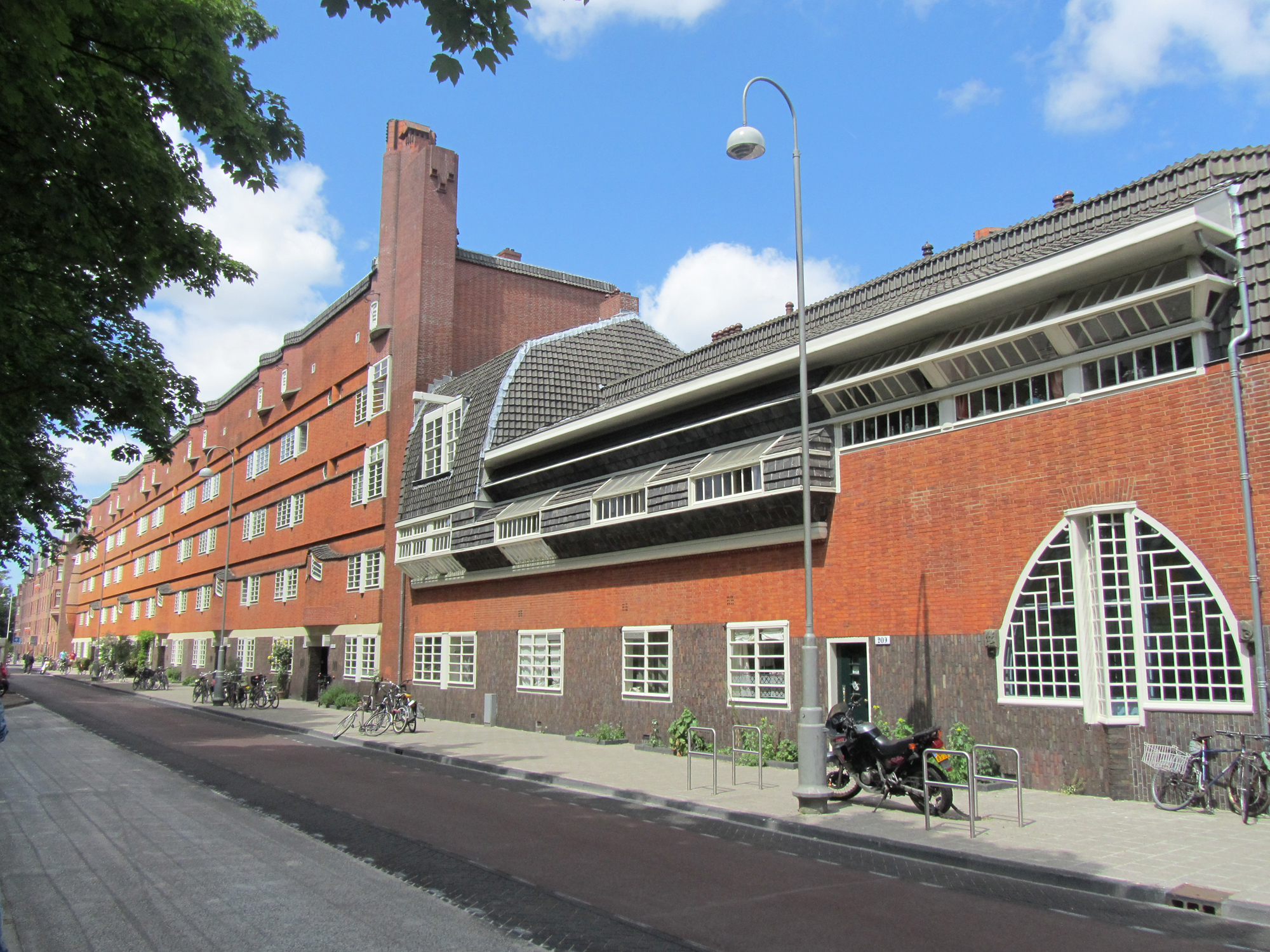
Fachada sur.

En el siglo xix y principios del xx, Ámsterdam se enfrentaba a una importante escasez de vivienda, y muchas personas de clase obrera vivían en espacios reducidos sin electricidad ni agua corriente. Habitualmente, la calefacción se obtenía quemando turba y las familias pobres vivían juntas en una única habitación.
En respuesta a estas penosas condiciones, en 1901 el Gobierno neerlandés aprobó la Ley Nacional de Vivienda (Woningwet). Esta ley estableció unos estándares mucho más exigentes para las viviendas y tuvo como resultado la demolición de edificios de apartamentos antiguos e inadecuados y la construcción de nuevos bloques de viviendas con mejores condiciones de vida y unos precios accesibles para los ciudadanos más pobres de Ámsterdam. Esta nueva ley también asignó recursos financieros para la construcción de viviendas para personas con bajos ingresos. Uno de los desarrollos de vivienda asequible creados como consecuencia de la aprobación de la Ley Nacional de Vivienda fue el Spaarndammerbuurt, donde se encuentran Het Schip y varios otros proyectos de vivienda social de la Escuela de Ámsterdam.
Gran parte de las nuevas viviendas asequibles fueron financiadas por cooperativas de vivienda dirigidas por grupos como colectivos de trabajadores, organizaciones socialistas o grupos religiosos. Uno de estos grupos era Eigen Haard, o «nuestro propio hogar», un grupo socialista que encargó al arquitecto Michel de Klerk que diseñara y construyera tres bloques de vivienda social, incluido Het Schip.

## Comodidades
Los apartamentos de Het Schip supusieron un cambio radical respecto a las penosas condiciones de vida de muchas personas de clase trabajadora de Ámsterdam a principios del siglo xx. Relativamente espaciosos, estaban divididos en varias habitaciones, a diferencia de las viviendas de una habitación que todavía eran frecuentes en la época. También tenían inodoros con cisterna y abundante luz natural y ventilación gracias a las ventanas. Los apartamentos de la planta baja disponían de jardines.
El edificio también albergaba una oficina postal, a la que hasta entonces los pobres habían tenido poco acceso. La oficina postal contenía una cabina telefónica desde la cual las familias podían hacer llamadas.